# Peura (ö i Norra Österbotten, Oulunkaari)
Peura är en ö i Finland. Den ligger i Bottenviken och i kommunen Ijo i den ekonomiska regionen  Oulunkaari i landskapet Norra Österbotten, i den norra delen av landet. Ön ligger omkring 37 kilometer norr om Uleåborg och omkring 570 kilometer norr om Helsingfors.
Öns area är 4,1 hektar och dess största längd är 0,6 kilometer i sydöst-nordvästlig riktning.